# El diable amb un vestit blau
El diable amb un vestit blau (títol original: Devil in a Blue Dress) és una pel·lícula estatunidenca dirigida per Carl Franklin, estrenada l'any 1995. Ha estat doblada al català.

## Argument
Despatxat del seu treball, Easy Rawlins té necessitat de diners. Joppy, propietari del bar que freqüenta el posa en contacte amb Albright Dewitt, que li proposa diners per trobar la promesa d'un polític. Easy passa la tarda amb una parella, els acompanya a casa d'ells i aprofita la desídia del marit borratxo per fer l'amor amb la dona, Coretta. L'endemà, Rawlins hi torna amb la seva investigació, però la policia el deté per l'homicidi de Coretta…

## Repartiment
- Denzel Washington: Ezekiel 'Easy' Rawlins
- Tom Sizemore: DeWitt Albright
- Jennifer Beals: Daphne Monet
- Don Cheadle: Mouse Alexander
- Maury Chaykin: Matthew Terell
- Terry Kinney: Todd Carter
- Mel Winkler: Joppy
- Albert Hall: Degan Odell
- Lisa Nicole Carson: Coretta James
- Jernard Burks: Dupree Brouchard
- David Wolos-Fonteno: Junyr Fornay
- John Roselius: el detectiu Mason
- Beau Starr: el detectiu Jack Miller
- Steven Randazzo: Benny Giacomo
- L. Scott Caldwell: Hattie Parsons
- Scott Lincoln: Richard McGee

## Al voltant de la pel·lícula
- El rodatge s'ha desenvolupat a Los Angeles, Malibu, Pasadena i Piru.

## Banda original
- West Side Baby, interpretada per T-Bone Walker
- Ain't Nobody's Business, interpretada per Jimmy Witherspoon
- Hy-Ah Sabut, interpretada per Duke Ellington
- Maybe I Should Change My Ways, interpretada per Duke Ellington
- Hop, Skip And Jump, interpretada per Roy Milton
- Good Rockin' Tonight, interpretada per Brian O'Neal
- Blues After Hours, interpretada per Pee Wee Crayton
- Rain In My Eyes, interpretada per Joan Shaw
- Parleu-me d'amor, interpretada per Lucienne Boyer
- I Can't Go On Without You, interpretada per Bull Moose Jackson
- Round Midnight, interpretada per Thelonius Monk
- Chicken Shack Boogie, interpretada per Amos Milburn
- Peace Be Still, interpretada per James Cleveland & The Angelic Caure
- The Lord Brought Us Out, interpretada per James Cleveland & The Angelic Caure
- Messin' Around, interpretada per Memphis Slim
- Chica Boo, interpretada per Lloyd Glenn

## Premis i nominacions

### Premis
- Premi Los Angeles Film Critics Associació al millor segon paper masculí per Don Cheadle l'any 1995.
- Millor fotografia i millor segon paper masculí per Don Cheadle per la Nacional Society of Film Critics l'any 1996.

### Nominacions
- Conquilla d'Or a la millor pel·lícula en el Festival Internacional de Cinema de Sant Sebastià 1995.
- Premi Edgar-Allan-Poe al millor film l'any 1996.
- NAACP Imatge Award al millor film, millor Banda original, millor actriu per Jennifer Beals i millor segon paper masculí per Don Cheadle l'any 1996.
- Screen Actors Guild Award al millor segon paper masculí per Don Cheadle l'any 1996.

## Crítica
"Thriller d'ànima negra, amb evocadora i efectiva posada en escena, superb treball interpretadaiu (atenció al ratolí Don Cheadle) i envolvent banda sonora. Tan enèrgica com desassossegada"